# 家族なのにどうして
『家族なのにどうして』（かぞくなのにどうして、原題：가족끼리 왜 이래）は、韓国のKBS第2テレビジョンで2014年8月16日から2015年2月15日まで放送されたテレビドラマ。全53話。
ドラマ全編の動画がKBSの公式ウェブサイトで無料で公開されている。

## あらすじ
男手1人で3人の子供を育ててきた一家の父親チャ・スンボン（ユ・ドングン）の息子であるダルボン（パク・ヒョンシク）の幼なじみであるソウル（ナム・ジヒョン）は十数年前に出会った男性を探しにチャ家に突如、来てしまう。ソウルがチャ家に来たことでソウルの友人であるウノ（ソ・ガンジュン）が現れ、恋の駆け引きが始まる。

## 登場人物

### チャ家
チャ・スンボン
演 - ユ・ドングン
豆腐店を営む。
チャ・ガンシム
演 - キム・ヒョンジュ
スンボンの娘。大企業の秘書室長。
チャ・ガンジェ
演 - ユン・バク
スンボンの息子。胃癌を専門とする勤務医。
チャ・ダルボン
演 - パク・ヒョンシク
スンボンの息子で末っ子。求職中。

### チャ家の周辺人物
カン・ソウル
演 - ナム・ジヒョン
結婚するために田舎からソウルに上京して来る。
ユン・ウノ
演 - ソ・ガンジュン
レストランの社長。
ムン・テジュ
演 - キム・サンギョン
ガンシムの上司である常務。
クォン・ヒョジン
演 - ソン・ダムビ
ガンジュが勤務する第一病院院長の娘。

## スタッフ
- 演出：チョン・チャングン[6]
- 脚本：カン・ウンギョン[6]

## 評価
2014年12月、年末恒例のKBS演技大賞でユ・ドングンが本作と『鄭道伝』での演技によって大賞を受賞したほか、キム・ヒョンジュが最優秀女優賞を受賞、脚本のカン・ウンギョンが作家賞を受賞、キム・ヒョンジュとキム・サンギョンのカップルおよびナム・ジヒョンとパク・ヒョンシクのカップルが共にベストカップル賞を受賞、ナム・ジヒョンとパク・ヒョンシクは新人演技賞も受賞した。2015年2月、第51回と最終回である第53回に本作としての最高および第2位の視聴率約43パーセントを記録した。2015年5月、ナム・ジヒョンとパク・ヒョンシクは第51回百想芸術大賞のTV部門で新人演技賞候補になったが受賞はしなかった。

## 日本での展開
日本では2015年1月13日、KBSワールドで初めて放送された。DVDは2015年9月から2016年1月にかけて全5巻のボックスセットが順次発売され、同時にレンタルも開始された。動画配信は2023年1月時点でU-NEXTなどによって行われている。